# Buthus awashensis
Buthus awashensis es una especie de Arachnida del género Buthus, de la familia Buthidae, del orden de los escorpiones.

## Distribución
B. awashensis es una especie que ha sido descrita en Etiopía, Yibuti y Somalia.

## Descripción
El holotipo masculino mide 53,6 milímetros (2,1 plg) y el paratipo femenino 63 milímetros (2,5 plg) .

## Taxonomía
Fue descrita científicamente por František Kovařík en 2011. El nombre de su especie, compuesto por awash y el sufijo latino -ensis, "que vive en, que habita", se le dio en referencia al lugar de su descubrimiento, los alrededores del Río Awash.
Tratamiento taxonómico
Fue publicado por primera vez en Euscorpius, 2011(128), 1-6.